# Independence City
Independence City es una localidad de Santa Lucía, que forma parte del distrito de Castries.